# Atahualpa (Tungurahua)
Atahualpa ist ein nördlicher Vorort von Ambato und eine Parroquia rural („ländliches Kirchspiel“) im Kanton Ambato der ecuadorianischen Provinz Tungurahua. Die Parroquia besitzt eine Fläche von 9,47 km². Die Einwohnerzahl lag im Jahr 2010 bei 10.261. Die Parroquia wurde am 22. Januar 1940 eingerichtet.

## Lage
Die Parroquia Atahualpa liegt im Anden-Hochtal von Zentral-Ecuador nordzentral in der Provinz Tungurahua. Atahualpa liegt auf einer Höhe von 2600 m etwa 5,5 km nordnordöstlich vom Stadtzentrum von Ambato. Die Fernstraße E35 (Ambato–Latacunga) führt entlang der nordöstlichen Verwaltungsgebietsgrenze nach Norden.
Die Parroquia Atahualpa grenzt im Osten an die Parroquia Izamba, im Süden an die Stadt Ambato, im Westen an die Parroquia Augusto N. Martínez sowie im Norden an die Parroquia Unamuncho.